# Bosun Island
Bosun Island (englisch für Bootsmann-Insel; norwegisch Ystøy ‚Äußere Insel‘) ist eine Insel vor der Ingrid-Christensen-Küste des ostantarktischen Prinzessin-Elisabeth-Lands. Sie liegt rund 20 km westnordwestlich des Mount Caroline Mikkelsen in der Sandefjord Ice Bay.
Norwegische Kartografen kartierten sie anhand von Luftaufnahmen der Lars-Christensen-Expedition 1936/37. Wissenschaftler einer Kampagne der Australian National Antarctic Research Expeditions unter der Leitung von Donald Franklin Styles (1916–1995) besuchten sie mehrfach zwischen Januar und März 1968. Das Antarctic Names Committee of Australia benannte sie 1968 nach den Bootsmännern, die an der Tiefenlotung der Sandefjord Ice Bay beteiligt waren.